# Zafer Şenocak

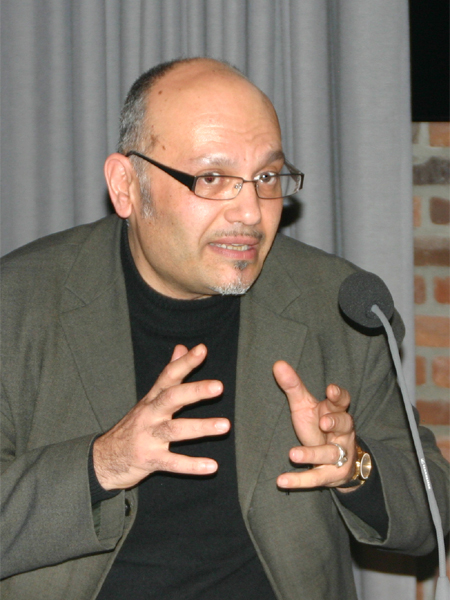
Zafer Şenocak, 2008

Zafer Şenocak (* 25. Mai 1961 in Ankara, Türkei) ist ein deutsch-türkischer Schriftsteller.

## Leben
Zafer Şenocak ist gebürtiger Türke und der Sohn eines Publizisten und einer Lehrerin. Er verbrachte seine ersten Jahre in Ankara und Istanbul. 1970 übersiedelte die Familie nach München. Dort besuchte er ein Gymnasium und legte 1981 die Reifeprüfung ab. Anschließend studierte er Germanistik, Politikwissenschaft und Philosophie in München. Seit 1989 lebt er in Berlin, unterbrochen durch häufige Auslandsaufenthalte als Writer in residence an Universitäten u. a. in Frankreich, Kanada und den Vereinigten Staaten.
Şenocak trat bereits Ende der 1970er Jahre auf Leseabenden mit eigenen Gedichten in deutscher Sprache an die Öffentlichkeit. In den 1980er Jahren begann er, türkische Autoren ins Deutsche zu übersetzen, veröffentlichte aber auch eigene Lyrikbände, oft mit das „Leben in zwei Welten“ thematisierenden Gedichten wie Doppelmann (1985). Ab 1988 war er Mitherausgeber der mehrsprachigen Literaturzeitschrift „Sirene“ und lieferte in den Neunzigerjahren wichtige theoretische Beiträge zur deutsch-türkischen Literatur. Die Werke der Berliner Tetralogie zählen zu seinen bekanntesten Prosaveröffentlichungen. Neben seinem Erzählwerk, dessen Themenschwerpunkt im Bereich Orient-Okzident liegt,  veröffentlicht Şenocak auch Essays  zu interkulturellen Fragestellungen in der taz und der Welt mit provokanten Überschriften wie "Der Terror kommt aus dem Herzen des Islam". Der vielfach ausgezeichnete Autor war zudem zeitweise Moderator einer Talkshow beim Sender Freies Berlin.
Şenocak erhielt u. a. 1984 ein Literaturstipendium der Stadt München und 1988 ein Aufenthaltsstipendium des Berliner Senats sowie den Förderpreis zum Adelbert-von-Chamisso-Preis. Seine Gedichte wurden ins Englische und Tschechische übertragen. Fiktive Prosa, Romane und Essays des Autors erschienen in der Türkei, in den USA, in Frankreich, in Spanien und in Italien.
Şenocaks Gedicht auch am Zaun verwendete der Komponist Friedemann Schmidt-Mechau für den Konzert-Zyklus Von der schwarzen Erde dieser Welt (1992) aus 17 Musikstücken für 2 Blockflöten, Chitarrone, Viola da Gamba und Cembalo und 16 Texten über das Exil.

## Werke
- Elektrisches Blau. Gedichte. München 1983, ISBN 3-923746-11-3.
- Verkauf der Morgenstimmungen am Markt. Gedichte. München 1983, ISBN 3-9800423-3-2.
- Flammentropfen. Dağyeli-Verlag, Frankfurt (Main) 1985, ISBN 3-924320-25-X.
- Ritual der Jugend. Dağyeli-Verlag, Frankfurt (Main) 1987, ISBN 3-924320-60-8.
- Das senkrechte Meer: Gedichte. Babel-Verlag, Berlin 1991, ISBN 3-928551-03-5.
- Atlas des tropischen Deutschland. Berlin 1992, ISBN 3-928551-10-8.
- Fernwehanstalten: Gedichte. Berlin 1994, ISBN 3-928551-13-2.
- War Hitler Araber?. Berlin 1994, ISBN 3-928551-14-0.
- Der Mann im Unterhemd. Babel-Verlag, München 1995, ISBN 3-928551-10-8.
- Die Prärie. Rotbuch-Verlag, Hamburg 1997, ISBN 3-88022-641-5.
- Gefährliche Verwandtschaft. Babel-Verlag, München 1998, ISBN 3-928551-28-0.
- Nâzim Hikmet auf dem Schiff zum Mars. Babel-Verlag, München 1998, ISBN 3-928551-90-6 (zusammen mit Berkan Karpat).
- Der Erottomane. Babel-Verlag, München 1999, ISBN 3-928551-93-0.
- Zungenentfernung. Babel-Verlag, München 2001, ISBN 3-928551-97-3.
- Übergang: Ausgewählte Gedichte 1980-2005. Babel-Verlag, München 2005, ISBN 3-928551-31-0.
- Das Land hinter den Buchstaben. Deutschland und der Islam im Umbruch. Babel-Verlag, München 2006, ISBN 3-928551-33-7.
- Alman Terbiyesi. Alef Yayınevi, Istanbul 2007, ISBN 978-9944-494-05-2.
- Yolculuk Nereye. Alef Yayınevi, Istanbul 2007, ISBN 978-9944-494-13-7.
- Köşk. Alef Yayınevi, Istanbul 2008, ISBN  978-9944-494-21-2.
- Der Pavillon. Roman. Dağyeli, Berlin 2009, ISBN 9783935597753.
- Dünyanın İki Ucu. Alef Yayınevi, Istanbul 2011.
- Deutschsein. Eine Aufklärungsschrift. Edition Körber-Stiftung, Hamburg 2011, ISBN 978-3-89684-083-7.
- Geteilte Mündung:Gedichte, Babel Verlag, München 2011, ISBN 978-3-928551-40-3.
- İlk Işık, Alef Yayınevi, Istanbul 2016, ISBN 978-9944-494-84-7.
- In deinen Worten: Mutmaßungen über den Glauben meines Vaters, Babel Verlag, München 2016, ISBN 978-3-928551-41-0.
- Deutsche Schule. Roman. Dağyeli, Berlin 2019, ISBN 9783935597944

## Herausgeber
- Jedem Wort gehört ein Himmel. Babel-Verlag, Berlin 1991, ISBN 3-928551-00-0 (zusammen mit Deniz Göktürk)
- Deutsche Türken. Türk Almanlar. Rowohlt, Reinbek bei Hamburg 1993, ISBN 3-499-13426-8 (zusammen mit Claus Leggewie)
- Der gebrochene Blick nach Westen. Positionen und Perspektiven türkischer Kultur. Berlin 1994, ISBN 3-928551-07-8.

## Übersetzungen
- Nuride Ateşi: Jäger auf der Flucht vor seiner Beute. Berlin 2002.
- Yunus Emre: Das Kummerrad. Frankfurt (Main) 1986.
- Aras Ören: Der Uhrmacher der Einsamkeit. Berlin 1993. (übersetzt zusammen mit Eva Hund)
- Aras Ören: Eine verspätete Abrechnung oder Der Aufstieg der Gündoğdus. Frankfurt am Main 1988.
- Fethi Savaşçı: München im Frühlingsregen. Frankfurt (Main) 1987.

## Auszeichnungen (Auswahl)
- Münchener Literaturjahr: Preis der Stadt München 1984
- Adelbert-von-Chamisso-Förderpreis 1988
- Stipendium des Literarischen Colloquiums, Berlin 1988
- Literaturstipendium des Berliner Senats 1993
- Stipendiat der Villa Aurora, Los Angeles 1996
- Max Kade-Gastprofessur am Massachusetts Institute of Technology 1997
- „writer in residence“ am Dartmouth College 1999
- „writer in residence“ am Oberlin College 2000
- Gastprofessur an der University of California, Berkeley 2003
- „poet in residence“ an der Universität Duisburg-Essen 2007
- "writer in residence" an der Washington University 2013
- " writer in residence" am Dickenson College 2013
- Preis der Helga und Edzard Reuter-Stiftung 2014
- "writer in residence" an der University of Arizona 2015